# Char d'assaut (Léonard de Vinci)

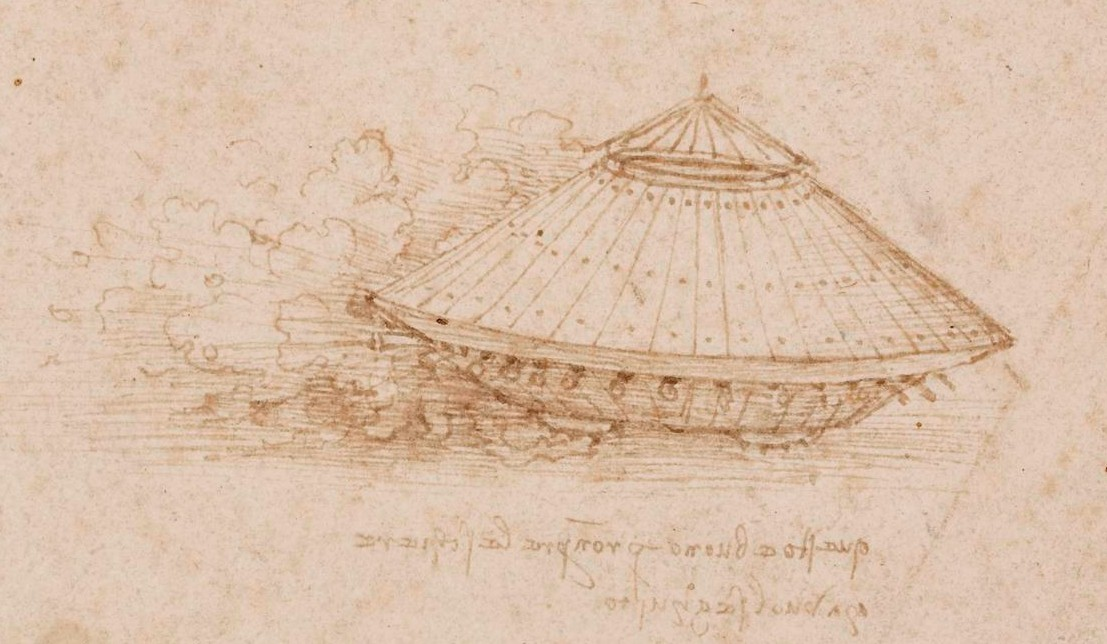
Le char d'assaut

Le Char d'assaut est un projet conçu par le peintre et inventeur florentin Léonard de Vinci vers 1485 et dont le dessin se trouve dans le Codex Arundel (f. 1030). Il est considéré comme le prototype des tanks.

## Histoire
En 1482, se présentant à la cour de Ludovic Sforza, Vinci lui propose de construire des véhicules blindés, « sûrs et inattaquables », équipés de canons dont la puissance de feu enfoncera les lignes ennemies et derrière lesquels les fantassins pourront progresser sans obstacle : « Farò carri coperti, securi e inoffensibili ; e quali intrando intra li nimici con le sue artiglierie, non è sì grande moltitudine di gente d’arme che non rompessimo. E dietro a questi potranno seguire fanterie assai illese e senza alcuno impedimento... »

## Description
La forme conique de ce char de combat, inspirée d'une carapace de tortue d'Hermann, est surmontée  par une tourelle. L'extérieur, en bois, est blindé par des plaques de métal. Il est armé de canons sur son pourtour.
La direction du véhicule est déterminée par huit hommes, placés dans la partie haute, qui ont vue sur le champ de bataille grâce à des meurtrières percées dans la paroi. Ils actionnent le char d'assaut par  un système d'engrenage relié aux quatre roues.
Vinci avait envisagé d'utiliser des chevaux pour leur force motrice mais le risque de les voir s'affoler, confinés dans un espace clos, lui a fait abandonner cette idée.

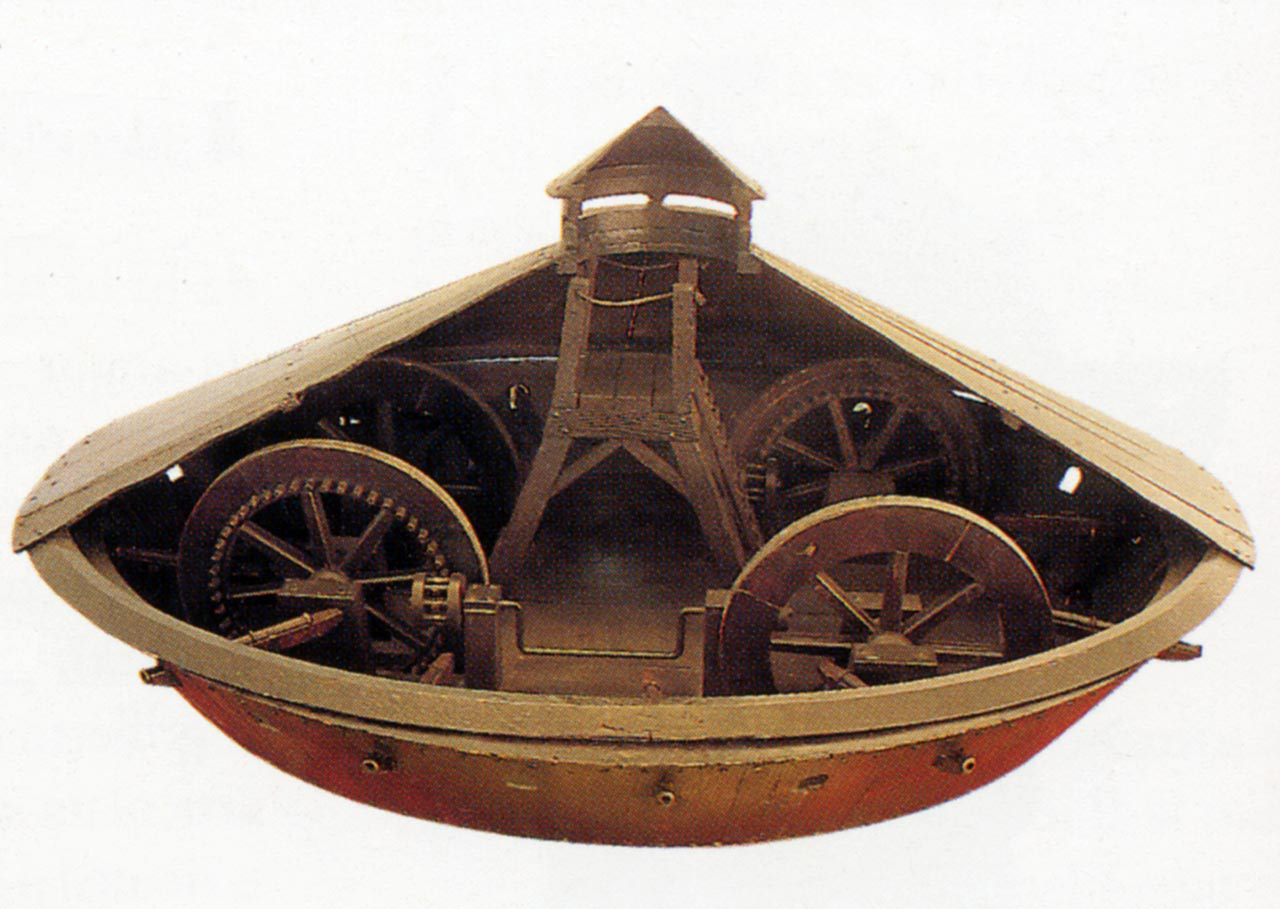
Maquette à l'échelle 1:1, Musée des sciences et des techniques Léonard de Vinci, Milan
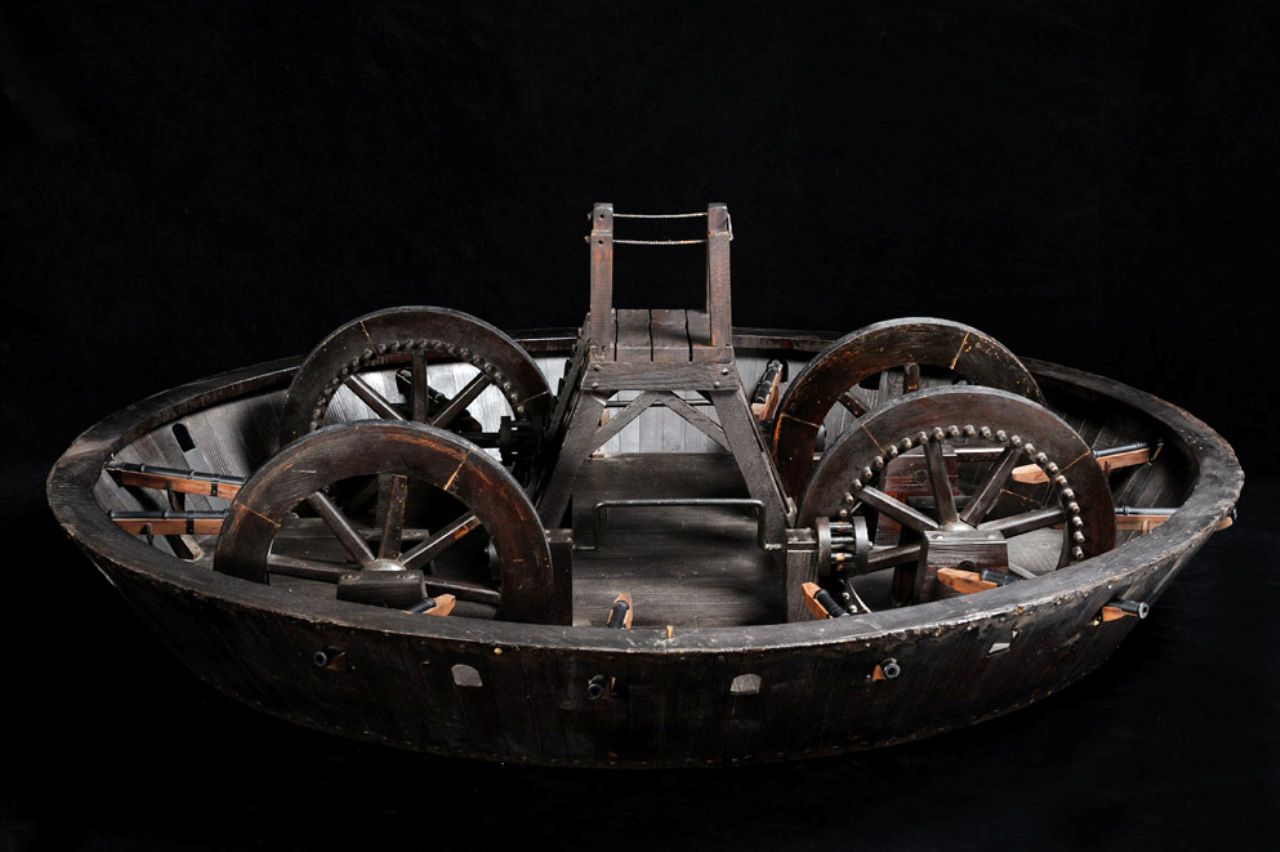
Mécanismes intérieurs de la maquette, Musée des sciences et des techniques Léonard de Vinci.
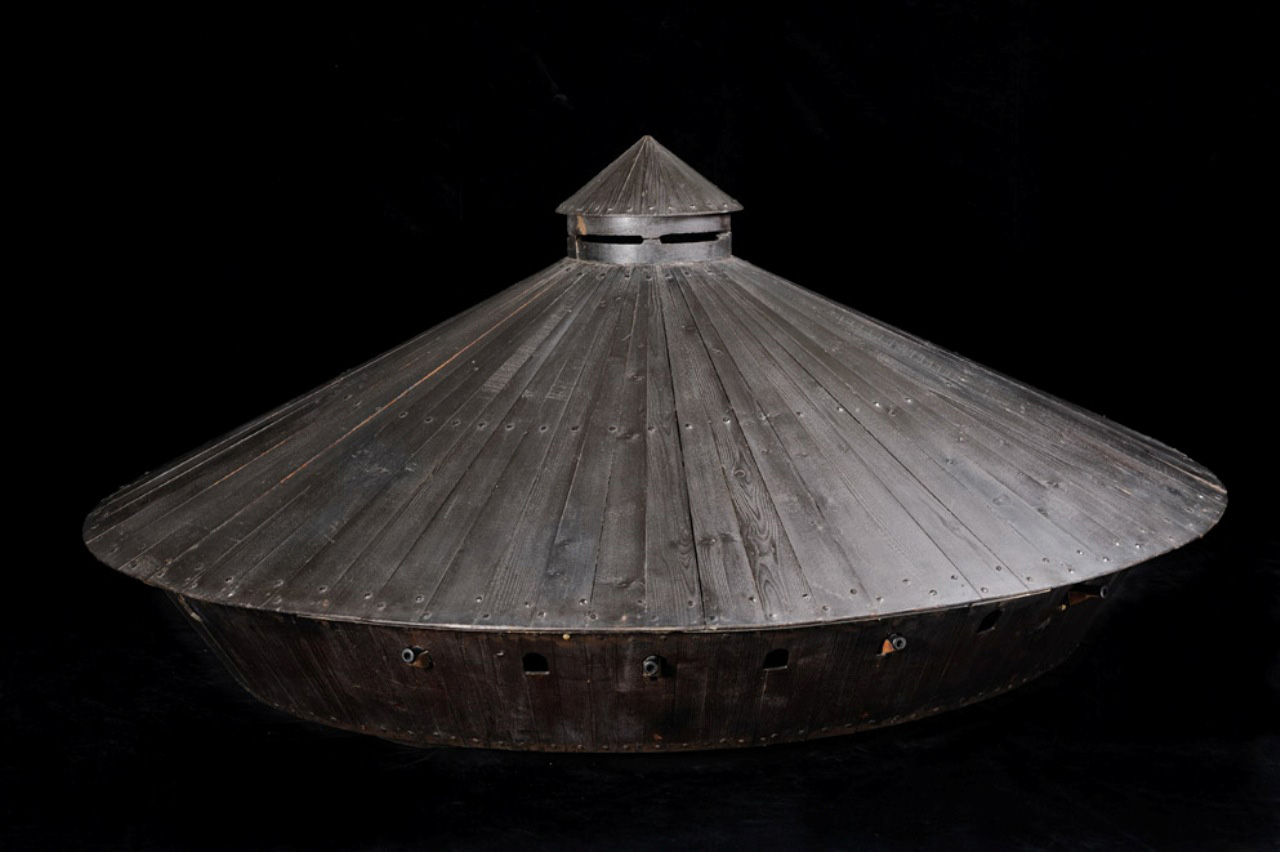
Maquette, Musée des sciences et des techniques Léonard de Vinci.
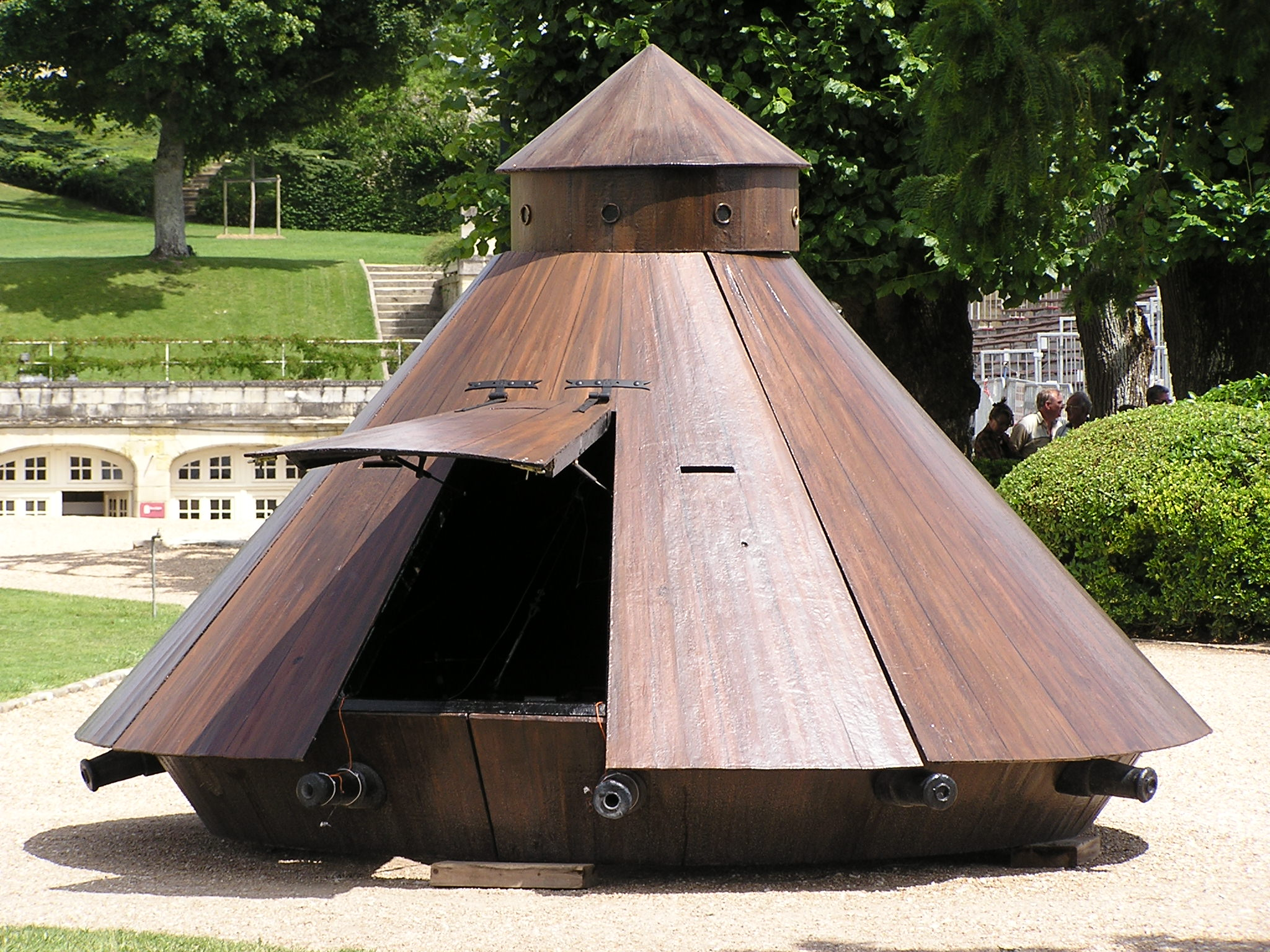
Maquette au château du Clos Lucé.